# Seznam dílů seriálu Změna hry
Toto je seznam dílů seriálu Změna hry. Americký sitcom Změna hry vysílá stanice Nickelodeon.

## Přehled řad
| Řada | Díly | Premiéra v USA | Premiéra v USA    | Premiéra v ČR | Premiéra v ČR   |
| Řada | Díly | První díl      | Poslední díl      | První díl     | Poslední díl    |
| ---- | ---- | -------------- | ----------------- | ------------- | --------------- |
| 1    | 21   | 12. září 2015  | 21. května 2016   | vysíláno      | vysíláno        |
| 2    | 24   | 17. září 2016  | 4. listopadu 2017 | 2017          | 2017            |
| 3    | 18   | 10. února 2018 | 8. června 2019    | 17. září 2018 | 21. června 2019 |

## Seznam dílů

### První řada (2015–2016)
| Č. v seriálu | Č. v řadě | Původní název                | Český název                             | Režie         | Scénář                                     | Premiéra v USA     | Premiéra v ČR |
| --- | --------- | ---------------------------- | --------------------------------------- | ------------- | ------------------------------------------ | ------------------ | ------------- |
| 1-2 | 1-2       | Sky Whale                    | Nebeská velryba                         | Steve Hoefer  | Dan Schneider a Jake Farrow                | 12. září 2015      | vysíláno      |
| Když Babe a Kenzie vytvoří hru Nebeská velryba jako svůj školní projekt, tak se z nich stanou milionářky a založí svou vlastní herní společnost Pařmeni do které vemou i svého kamaráda Hudsona. Rappová hvězda Double G je zažaluje za to, že v té hře použili jeho píseň "Drop Dat What".               |           |                              |                                         |               |                                            |                    |               |
| 3 | 3         | Lost Jacket, Falling Pigeons | Ztracená bunda a holubi padající z nebe | Russ Reinsel  | Dan Schneider a Richard Goodman            | 19. září 2015      | vysíláno      |
| Double G dá Babe a Kenzie pro každou 5000 dolarů. Kenzie utratí necelé peníze za hranatý meloun a Babe je utratí celé za růžovou koženou bundu, ale když vyjdou s Kenzie a Hudsonem s metra zjistí že ji zapomněla uvnitř.                                                                                |           |                              |                                         |               |                                            |                    |               |
| 4 | 4         | Dirty Blob                   | Špinavý flek                            | Adam Weissman | Dan Schneider, Sean Gill a Jana Petrosini  | 26. září 2015      | vysíláno      |
| Když Triple G oklame svoji soukromou učitelku tak mu Double G dá podmínku, že když udělá nějaký průšvih tak skončí s prací u Pařmenů a pošle ho na školu v Utahu, ale Trip udělal další průšvih když hrál s Hudsonem hru při níž neštasnou náhodou zničili počítač na kterém měli novou hru Špinavý flek. |           |                              |                                         |               |                                            |                    |               |
| 5 | 5         | MeGo the Freakish Robot      | MeGo praštěný robot                     | Steve Hoefer  | Dan Schneider a Jake Farrow                | 3. října 2015      | vysíláno      |
| K Pařmenům přijdou lidé z Londýna a řeknou jim aby udělali hru na motivy jejich robota MeGo kterého chtějí představit světu na počátku roku 2016. MeGo si zamiluje Hudsona a když Hudson odjede s Tripem a Double G na zápasy mimo New York tak je z toho celý nešťastný a začne nenávidět Tripa.         |           |                              |                                         |               |                                            |                    |               |
| 6 | 6         | Tiny Pickles                 | Okurčičky                               | Adam Weissman | Dan Schneider a Jake Farrow                | 10. října 2015     | vysíláno      |
| Double G řekne v celosvětovém vysílání že Pařmeni vytváří novou hru Kyselé okurčičky, přitom ale vyrábějí úplně jinou hru. |           |                              |                                         |               |                                            |                    |               |
| 7 | 7         | Scared Tripless              | Vyděšený Trip                           | David Kendall | Dan Schneider a Richard Goodman            | 24. října 2015     | vysíláno      |
| 8 | 8         | Trip Steals the Jet          | Tripova krádež letadla                  | Russ Reinsel  | Dan Schneider a Richard Goodman            | 7. listopadu 2015  | vysíláno      |
| 9 | 9         | Lost on the Subway           | Ztraceni v metru                        | David Kendall | Dan Schneider a Jake Farrow                | 14. listopadu 2015 | vysíláno      |
| Herní společnost Tekmoto požádali Pařmeny aby vytvořili hr s jejich exoskelety. Na hru potřebovali boxovací rukavice, ale Hudson je zapomněl u Pařmenů, takže se museli s Tripem vrátit do společnosti. Nějakým nedopatřením se ale ztratí.                                                               |           |                              |                                         |               |                                            |                    |               |
| 10 | 10        | You Bet Your Bunny           | Sázka na Bunnyho                        | Russ Reinsel  | Dan Schneider a Richard Goodman            | 21. listopadu 2015 | vysíláno      |
| Pařmeni uspořádali turnaj ve Velrybě. Kluk Todd vyhrál finále nad Babe a získal tím Double G bodyguarda Bunnyho. |           |                              |                                         |               |                                            |                    |               |
| 11 | 11        | A Reggae Potato Christmas    | Vánoční reggae brambora                 | Steve Hoefer  | Dan Schneider, Sean Gill a Jana Petrosini  | 28. listopadu 2015 | vysíláno      |
| 12 | 12        | Poison Pie                   | Otrávený koláč                          | Russ Reinsel  | Dan Schneider a Richard Goodman            | 9. ledna 2016      | vysíláno      |
| 13 | 13        | Party Crashers               | Pokažená oslava                         | Adam Weissman | Dan Schneider a Jake Farrow                | 16. ledna 2016     | vysíláno      |
| Babe a Kenzie přijdou na oslavu narozenin sestry Masona do kterého je Babe zamilovaná a přijde na tu oslavu jenom kvůli němu, ale ten ji pořád jenom míjí. |           |                              |                                         |               |                                            |                    |               |
| 14 | 14        | The Girl Power Awards        | Cena mocných dívek                      | Adam Weissman | Dan Schneider & Jake Farrow                | 23. ledna 2016     | vysíláno      |
| Dva kamarádi pozvou dívky na vyhlášení Ceny mocných dívek, ale z Pařmenů pozvali jen Babe a Kenzie, což Hudsona a Tripa naštvalo, a proto se začali vydávat za holky. |           |                              |                                         |               |                                            |                    |               |
| 15 | 15        | A Job for Jimbo              | Práce pro Jimba                         | Nathan Kress  | Dan Schneider a Sean Gill a Jana Petrosini | 30. ledna 2016     | vysíláno      |
| 16 | 16        | Shark Explosion              | Žraločí exploze                         | Nathan Kress  | Dan Schneider a Seth Kurland               | 6. února 2016      | vysíláno      |
| Máma Tripa ho společně s Pařmeny veme na jachtu která napůl patří Double G a napůl Tripově mámě, ale máma Tripa si ji na rozdíl od Double G zamluvila a když Double G přijde tak z lodí odjede ke Žraločí explozi.                                                                                        |           |                              |                                         |               |                                            |                    |               |
| 17 | 17        | Nasty Goats                  | Drsný kozy                              | David Kendall | Dan Schneider a Seth Kurland               | 20. února 2016     | vysíláno      |
| Pařmenům ukradne jeden kluk z Alijašky novou hry Drsný kozy, ale ho přinutili ho stáhnout hru z internertu musí za ním dojet až na Alijašku. |           |                              |                                         |               |                                            |                    |               |
| 18 | 18        | Babe's Fake Disease          | Babeina falešná nemoc                   | Steve Hoefer  | Dan Schneider, Sean Gill a Jana Petrosini  | 27. února 2016     | vysíláno      |
| Babe se seznámí s kamarádem Babe který programuje a umí si sám vyrobit třeba vidličku ve své 3D tiskárně, ale začne ji telefoně obtěžovat a Babe aby se ho zbavila tak si vymyslí falešnou nemoc tak jak jí poradil Double G s jeho předchozích vztahů.                                                   |           |                              |                                         |               |                                            |                    |               |
| 19 | 19        | The Diss Track               | Válka rapperů                           | Steve Hoefer  | Dan Schneider a Richard Goodman            | 5. března 2016     | vysíláno      |
| Rapper Maxizloun urazil Double G v jeho nové písni a Double G mu jako odplatu udělá také urážlivou písni. Babe a Kenzie poradili Double G aby urazil fenu Maxizlouna, ale to Maxizlouna urazí a přijede do New Yorku aby zmlátil Double G.                                                                |           |                              |                                         |               |                                            |                    |               |
| 20-21 | 20-21     | Revenge @ Tech Fest          | Pomsta na Tech Festu                    | Mike Caron    | Dan Schneider a Jake Farrow                | 21. května 2016    | vysíláno      |
| Pařmeni se chystají předvést novou hru Chobotka na Tech Festu, ale plány jim překazí znovpostavený MeGo. MeGo vystřelil Double G z praku a Double G si rozdrtil ruku při nárazu a doktoři mu nasadili dočasně trionickou ruku.                                                                            |           |                              |                                         |               |                                            |                    |               |

### Druhá řada (2016–2017)
| Č. v seriálu | Č. v řadě | Původní název                | Český název                       | Režie         | Scénář                                               | Premiéra v USA     |
| --- | --------- | ---------------------------- | --------------------------------- | ------------- | ---------------------------------------------------- | ------------------ |
| 22 | 1         | Armed & Coded                | Výuka programování                | Mike Caron    | Dan Schneider a Jake Farrow                          | 17. září 2016      |
| Mason přijde k Pařmenům a řekne jim že se chce naučit programovat a Babe přemluví Kenzie aby ho zaučovala a Babe se bude snažit udělat na Masona dojem, ale kvůli jejímu bláznění odchází Mason a Kenzie k Masonovi domů a Babe z toho není nadšená. |           |                              |                                   |               |                                                      |                    |
| 23 | 2         | Secret Level                 | Tajná úroveň                      | Russ Reinsel  | Dan Schneider a Richard Goodman                      | 24. září 2016      |
| Hudson napíše komentář, že Pařmeni vydali Tajnou úroveň pro jejich hru Chobotka přitom to není žádná pravda. Fanoušci hry začnou být nebezpeční a vymáhají z Pařmenů kde je Tajná úroveň. |           |                              |                                   |               |                                                      |                    |
| 24 | 3         | Very Old Finger              | Velmi starý prst                  | David Kendall | Dan Schneider a Jake Farrow                          | 1. října 2016      |
| Pařmeni vytvořili novou hru o Múmiích, ale Bunny a Drsňák (bodyguardi Double G) jim řeknou ať jdou do muzea krále Fuhda aby se dozvědeli něco o historickém opravdovém vzhledu Mumií, ale Hudson nešťasnou náhodou ulomí prst opravdové mrtvole krále Fudha. |           |                              |                                   |               |                                                      |                    |
| 25 | 4         | Buck the Magic Rat           | Zoubek kouzelná krysa             | David Kendall | Dan Schneider a Richard Goodman                      | 8. října 2016      |
| Kenzie sebere Policie její lasyčku a jako náhradu najde v metru špinavou krysu kterou pojmenuje Zoubek. Zoubek jim nosil štěstí až do doby než onemocněl. |           |                              |                                   |               |                                                      |                    |
| 26 | 5         | Baby Hater                   | Nesnáší děti                      | Steve Hoefer  | Dan Schneider a Jake Farrow                          | 5. listopadu 2016  |
| Double G se chce stát starostou, ale nezíská moc přízně když řekne, že nesnáší mimina kvůli jednomu incidentu, který se mu stal když se narodil Trip: zůstal zamčený v místnosti plné malých prvorozenců a ona pořád brečela. |           |                              |                                   |               |                                                      |                    |
| 27 | 6         | Byte Club                    | Klub zkus                         | David Kendall | Dan Schneider a Jake Farrow                          | 12. listopadu 2016 |
| 28 | 7         | Babe's Bench                 | Reklamní lavička                  | Adam Weissman | Dan Schneider a Jake Farrow                          | 19. listopadu 2016 |
| Babe koupí reklamní lavičku na které je reklama na Pařmeny, ale koupila ji ve strašidelné a plné pobudů čtvrti. Pořád si na ni někdo sedal a tak si dávaly Babe, Kenzie, Trip a Hudson směny na hlídání lavičky. |           |                              |                                   |               |                                                      |                    |
| 29 | 8         | The Mason Experience         | Hra s Masonem                     | Mike Caron    | Dan Schneider a Richard Goodman                      | 11. února 2017     |
| Všichni jsou smutní a obzvlášť Babe, že Mason se stěhuje na Floridu. Pařmeni zrovna vyvíjí VR hru ve které lyžujete a Kenzie přijde s nápadem že by mohla vytvořit hru s Masonem do virtuální reality. Holky si pozvou Masona aby ho natočili a mohli udělat hru, ale když ji mají tak se další holky dozví že existuje hra s Masonem a chtějí si ji zahrát také. |           |                              |                                   |               |                                                      |                    |
| 30 | 9         | Bunger Games                 | Hra o burgery                     | Steve Hoefer  | Dan Schneider a Richard Goodman                      | 18. února 2017     |
| 31 | 10        | Wedding Shower of Doom       | Svatební déšť pohromy             | David Kendall | Dan Schneider, Sean Gill a Jana Petrosini            | 25. února 2017     |
| 32 | 11        | Bear Butt Laser Runner       | Medvědí uprchlík před laser zadky | Nathan Kress  | Dan Schneider a Richard Goodman                      | 4. března 2017     |
| 33 | 12        | Air TnP                      | Záchodový test                    | Russ Reinsel  | Dan Schneider, Sean Gill a Jana Petrosini            | 18. března 2017    |
| 34 | 13        | Llama Llama Spit Spit        | Lamo lamo plivej                  | Mike Caron    | Dan Schneider, Sean Gill a Jana Petrosini            | 25. března 2017    |
| 35 | 14        | Clam Shakers (Part I)        | Škeblouni (1. část)               | Steve Hoefer  | Dan Schneider, Sean Gill a Jana Petrosini            | 6. května 2017     |
| 36 | 15        | Clam Shakers (Part II)       | Škeblouni (2. část)               | Adam Weissman | Dan Schneider a Jake Farrow                          | 13. května 2017    |
| 37 | 16        | Wing Suits & Rocket Boots    | Wing suit a raketové boty         | Nathan Kress  | Dan Schneider, Sean Gill a Jana Petrosini            | 20. května 2017    |
| 38 | 17        | Game Shippers                | Fanoušci seriálu                  | Nathan Kress  | Dan Schneider a Richard Goodman                      | 9. září 2017       |
| 39 | 18        | The One With the Coffee Shop | Ta s kavárnou                     | David Kendall | Dan Schneider, Sean Gill a Jana Petrosini            | 16. září 2017      |
| 40 | 19        | The Trip Trap                | Trip v pasti                      | Adam Weissman | Dan Schneider, Alejandro Bien-Willner a Danny Warren | 23. září 2017      |
| 41 | 20        | The Switch                   | Výměna                            | Steve Hoefer  | Dan Schneider a Richard Goodman                      | 30. září 2017      |
| 42 | 21        | Dancing Kids, Flying Pig     | Tančíci děti , létajíci čuník     | Adam Weissman | Dan Schneider a Jake Farrow                          | 7. října 2017      |
| 43 | 22        | War and Peach                | Válka a broskev                   | Russ Reinsel  | Dan Schneider a Richard Goodman                      | 14. října 2017     |
| 44 | 23        | Spy Games                    | Hra špiónů                        | David Kendall | Dan Schneider a Jake Farrow                          | 21. října 2017     |
| 45 | 24        | Babe Gets Crushed            | Zamilovaný do Babe                | Steve Hoefer  | Dan Schneider a Jake Farrow                          | 4. listopadu 2017  |

### Třetí řada (2018–2019)
| Č. v seriálu | Č. v řadě | Původní název               | Český název                 | Režie           | Scénář                                               | Premiéra v USA  |
| ------------ | --------- | --------------------------- | --------------------------- | --------------- | ---------------------------------------------------- | --------------- |
| 46           | 1         | Babe Loves Danger           | Babe miluje nebezpečí       | Steve Hoefer    | Dan Schneider a Richard Goodman                      | 10. února 2018  |
| 47           | 2         | Lumples                     | Hrouďa                      | Adam Weissman   | Dan Schneider a Jake Farrow                          | 18. února 2018  |
| 48           | 3         | Subway Girl                 | Holka z metra               | David Kendall   | Dan Schneider a Richard Goodman                      | 25. února 2018  |
| 49           | 4         | Snackpot!                   | Sváčpot!                    | Adam Weissman   | Dan Schneider, Sean Gill a Jana Petrosini            | 4. března 2018  |
| 50           | 5         | Babe & the Boys             | Babe a kluci                | Steve Hoefer    | Dan Schneider a Jake Farrow                          | 11. března 2018 |
| 51           | 6         | Escape from Utah!           | Útěk z Utahu!               | Nathan Kress    | Dan Schneider, Sean Gill a Jana Petrosini            | 1. dubna 2018   |
| 52           | 7         | Super Ugly Head             | Super ošklivá hlava         | Mike Caron      | Dan Schneider a Richard Goodman                      | 8. dubna 2018   |
| 53           | 8         | Snoop Therapy               | Snoopova terapie            | Harry Matheu    | Dan Schneider a Jake Farrow                          | 30. března 2019 |
| 54           | 9         | Hot Bananas                 | Horké banány                | Russ Reinsel    | Dan Schneider a Jake Farrow                          | 6. dubna 2019   |
| 55           | 10        | Flavor City                 | Město Chutí                 | Steve Hoefer    | Dan Schneider, Sean Gill a Jana Petrosini            | 13. dubna 2019  |
| 56           | 11        | Wet Willy's Wild Water Park | Willyho divoký vodní park   | Steve Hoefer    | Dan Schneider a Richard Goodman                      | 20. dubna 2019  |
| 57           | 12        | Demolition Dollhouse        | Demoliční Domeček           | Adam Weissman   | Dan Schneider, Sean Gill a Jana Petrosini            | 27. dubna 2019  |
| 58           | 13        | Hungry Hungry Hypno         | Hladová Hypnóza             | Adam Weissman   | Dan Schneider a Jake Farrow                          | 4. května 2019  |
| 59           | 14        | Breaking Bad News           | Špatné zprávy               | Steve Hoefer    | Dan Schneider a Richard Goodman                      | 11. května 2019 |
| 60           | 15        | Bug Tussle                  | Broučí zápas                | David Kendall   | Dan Schneider, Sean Gill a Jana Petrosini            | 25. května 2019 |
| 61           | 16        | Why Tonya?                  | Proč Tonyo?                 | Mike Caron      | Dan Schneider a Jake Farrow                          | 25. května 2019 |
| 62           | 17        | Boy Band Cat Nose           | Klučičí kapela a kočičí nos | Peter Filsinger | Dan Schneider a Jake Farrow                          | 1. června 2019  |
| 63           | 18        | He's Back                   | Je zpátky                   | Steve Hoefer    | Dan Schneider, Danny Warren a Alejandro Bien-Willner | 8. června 2019  |